# Flughafen Iğdır

i7
i11
i13
Der Flughafen Iğdır Şehit Bülent Aydın (türkisch Iğdır Şehit Bülent Aydın Havalimanı, IATA-Code: IGD, ICAO-Code: LTCT) liegt im Osten der Türkei, etwa 16 km nordwestlich der Stadt Iğdır. Er wird von Turkish Airlines und AJet ab Istanbul und Ankara angeflogen. Der Flughafen besitzt eine 3000 Meter lange Start- und Landebahn. Die Bahn 12/30 liegt auf ungefähr 945 Metern über dem Meeresspiegel.

## Geschichte
Der Bau des Flughafens wurde 1996 begonnen, jedoch 2001 ausgesetzt. Am 12. Juni 2010 wurde der Bau wiederaufgenommen. Am 13. Juli 2012 wurde der Flughafen vom türkischen Ministerpräsidenten Recep Tayyip Erdoğan eröffnet.